# 大戸岳
大戸岳（おおとだけ）は、福島県会津若松市および南会津郡下郷町にまたがる標高1,415.9mの山である。山域の西側は大川羽鳥県立自然公園に属する。
また、本項目では、大戸岳の北に位置する大戸山（おおとやま）についても述べる。

## 概要
大戸岳は会津若松市の南部、大戸町と南会津郡下郷町との境界に位置しており、大戸岳の山頂には一等三角点「大戸山」がある。会津若松市最高峰の山で、大戸岳の西側には阿賀川、大川ダム、ダムによる人造湖の若郷湖を挟んで小野岳がある。
大戸山は、大戸岳の北北西約2.3kmにあり標高は1,273.6m、山頂には三等三角点「小荒俣」がある。
大戸岳周辺の115haは、1977年（昭和52年）10月28日に福島県の自然環境保全地域に指定されている。この指定ではヒノキアスナロなどの天然林を保全の対象としている。

## 地質
1984年、福島県教育庁文化課文化施設整備室によって、大戸岳周辺の地層に関して調査が行われた。調査の結果、放散虫の化石が発見された。これにより地層の堆積した年代、状況（1億〜2億年前、海底）が特定された。加えて、調査時に行われた解析により、周辺の地層では海底における地すべりによる変形が見られることが明らかになった。

## 登山
大戸岳は福島県の百名山「うつくしま百名山」に選定されている。

### 登山口
- 闇川（くらがわ）登山口
- 小塩登山口
- 舟子峠登山口
- 桑原登山口

会津若松観光物産協会では、大戸岳について中級者以上向けの山であるとして、登山に当たっては十分に注意するよう呼びかけている。

### 山開き
会津若松観光物産協会、芦ノ牧温泉観光協会、会津若松市の主催により、6月中旬に山開きが行われている。山開きの式典は、闇川および桑原登山口において毎年交互に行われる。

## 周辺
- 大川ダム
  - 若郷湖
- 会津鉄道会津線 : 芦ノ牧温泉駅、大川ダム公園駅、芦ノ牧温泉南駅、湯野上温泉駅
- 国道118号、国道121号
- 芦ノ牧温泉
- 湯野上温泉